# تلما فردین
تلما فردین (انگلیسی: Thelma Fardin; ۲۴ اکتبر ۱۹۹۲ – ) بازیگر اهل آرژانتین بود.